# Thompsoniella anomala
Thompsoniella anomala là một loài ruồi trong họ Tachinidae.